# Działko Rheinmetall Lb 202 20mm
Działko Rheinmetall Lb 202 20mm – doświadczalne działko lotnicze kalibru 20 mm zaprojektowane w zakładach Rheinmetall w latach 30. XX wieku.

## Historia
W latach 30. XX wieku w zakładach Rheinmetall zaprojektowano szereg działek lotniczych kalibru 20 mm. Działka działały na zasadzie krótkiego odrzutu lufy i używały amunicji 20x105B (tzw. „krótki Solothurn”), ich ogólna budowa zbliżona była do działka 2 cm FlaK 30. Zaprojektowano przynajmniej trzy działka z tej serii – Lb 201, Lb 202 i Lb 204. Działka Lb 202 stanowiło planowane uzbrojenie samolotu Arado E.500.
Dokładne znaczenie oznaczenia „Lb” nieużywanego w innych niemieckich działkach z tego czasu nie jest znane, podejrzewa się, iż pochodzi ono od nazwiska konstruktora Heinricha Lübbego lub od słów Lafette beweglich (mocowanie ruchome) oznaczającego sposób mocowania działek w ruchomych stanowiskach strzeleckich.